# Johann Valentin Heimes

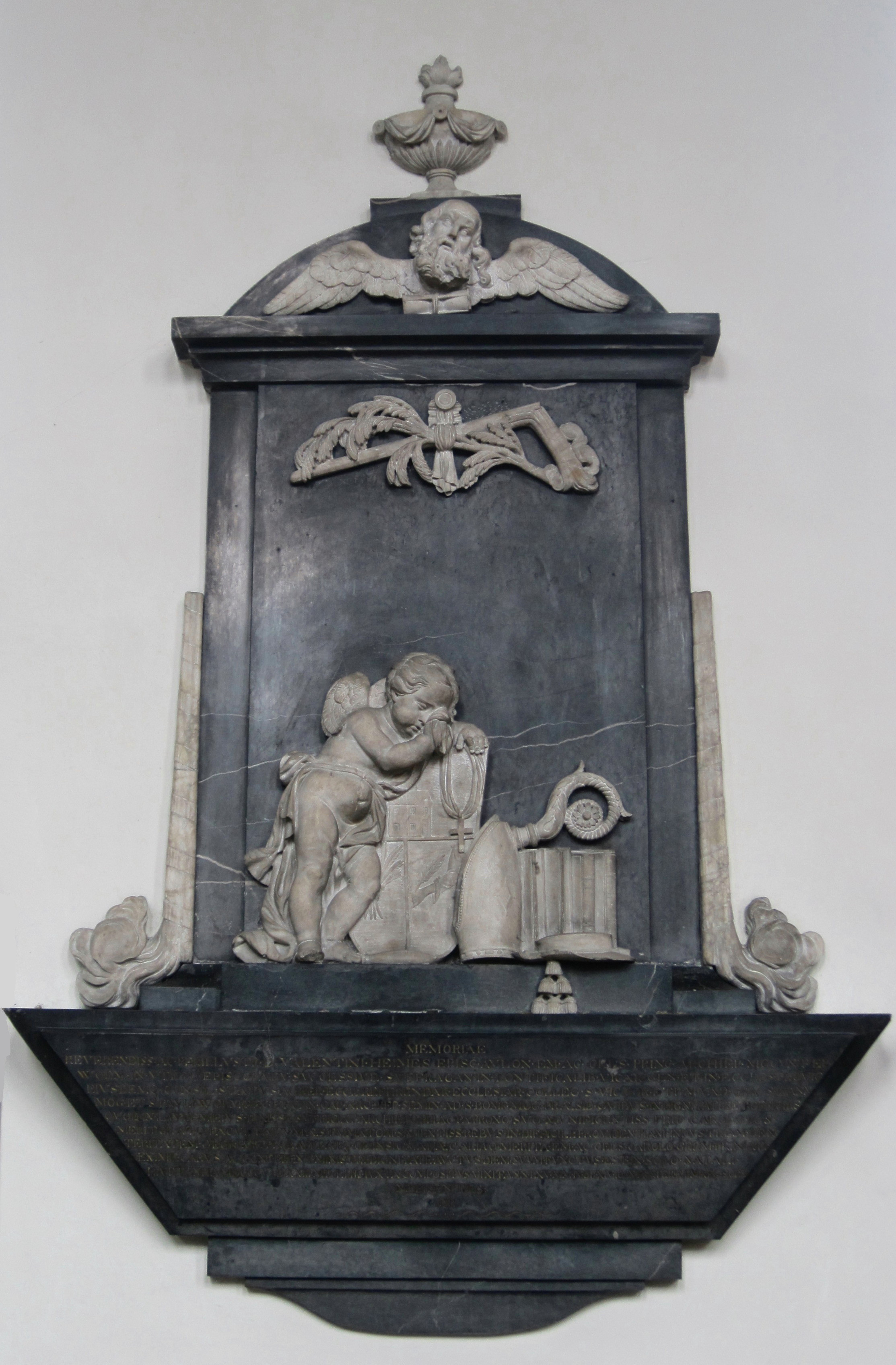
Wandgrab in der Pfarrkirche St. Vincentius in Hattenheim

Johann Valentin Heimes (* 11. März 1741 in Hattenheim; † 23. Juli 1806) war ein deutscher Geistlicher und Weihbischof im Bistum Mainz.

## Leben
Heimes kam als drittes von sieben Kindern in einer Rheingauer Winzerfamilie zur Welt. 1760 trat er in das Priesterseminar Mainz, damals noch im alten Jesuitennoviziat in Mainz, ein. Während seiner Studienzeit an der Universität Mainz ab 1765 führte Erzbischof Emmerich Joseph von Breidbach zu Bürresheim wesentliche Reformen in der Gesamtkirche und in der Gesellschaft durch, die Heimes prägen sollten.
Im Jahr 1764 empfing er die Priesterweihe. Anschließend war er bis 1770 Kaplan an der alten mittelalterlichen Kirche Nieder-Olms aus dem 12. Jahrhundert. Es wird vermutet, dass er im Verlauf dieser Jahre auch Sekretär des Wormser Weihbischofs Franz Xaver Anton von Scheben (1765–1779) wurde, denn Heimes wechselte 1770 in das Bistum Worms. Hier wurde er Pfarrer in Neuhausen und Rheindürkheim sowie Geistlicher Rat am Wormser Generalvikariat. Dort wurde Johann Valentin Heimes 1773 mit der Leitung und Organisation eines neu gegründeten „Bischöflichen Schulseminariums“ betraut, das Träger der Schulen des Bistums war.
Am 20. März 1780 wurde er durch Erzbischof Friedrich Karl Joseph von Erthal zum Titularbischof von Aulon und zum Weihbischof im Bistum Worms ernannt. Die Bischofsweihe erfolgte am 16. April 1780 in St. Peter. 1783 wurde er schließlich Mainzer Weihbischof. Auch hier war er im Generalvikariat für die Reform des Bildungswesens zuständig.
1781 war Heimes maßgeblich an der Auflösung der Mainzer Klöster Kartause, Altmünster und Reichklara zugunsten des neu gegründeten Universitätsfonds beteiligt. Jürgensmeier und von Aretin berichten über seine Rolle als Abgeordneter und sein Engagement bei der Verfassung der Emser Punktation von 1786, bei der die Unabhängigkeit der bischöflichen Gewalt gegenüber der päpstlichen klargestellt werden sollte. Heimes unterstützte Erthal, der für wesentliche Reformen in der noch immer barocken Gottesdienstgestaltung, der Adelsvorherrschaft im Mainzer Domkapitel und beim Zölibat, bis hin zu dessen Abschaffung, eintrat. Weitere Reformbemühungen wurden überdeckt durch die Umwälzungen in Bistum und Kurstaat im Gefolge der Französischen Revolution.
Heimes blieb bis zum Konkordat von 1801 in seinen Ämtern und lebte anschließend wieder in Hattenheim. Nach seinem Tod am 23. Juli 1806 wurde er in der Nordwand der Pfarrkirche St. Vincentius beerdigt, wo ein Grabdenkmal noch heute an ihn erinnert.